# موراو
موراو (بالألمانية: Murau)، هي بلدة نمساوية، تبلغ مساحتها نحو 76.66 كم2، وتبلغ عدد سكانها نحو 3,629 نسمة.